# Mokopa
Le Mokopa est un missile air-sol sud-africain, conçu principalement pour être utilisé comme une arme antichar. Il équipe les hélicoptères d'attaque AH-2 Rooivalk de la force aérienne sud-africaine depuis 1999.

## Historique
Le développement du Mokopa a commencé en novembre 1996, apparemment en raison de l'embargo sur les armes des États-Unis envers l'Afrique du Sud qui a rendu l'acquisition de l'AGM-114 Hellfire impossible. Les premiers tests, lancés depuis un hélicoptère Rooivalk ont eu lieu en 1999, avec les premiers essais guidés en 2000. En 2005, le développement est quasi terminé mais son achat est arrêté pour raisons budgétaires. En 2011, il n'est pas clair qu'il soit effectivement en service dans les forces sud-africaines qui continuent, à cette date, de subventionner son développement afin d'en faire un missile polyvalent.

## Description
Le missile est produit par Denel Aerospace Systems, anciennement Kentron. La version originale utilise un guidage laser semi-actif, la cible devant être éclairée par un désignateur laser équipant la plate-forme de lancement ou depuis le sol. Sa portée est de 10 kilomètres. Il peut percer environ > 1 350 mm de blindage homogène laminé,.
Il y a des variantes du Mokopa dont une à guidage radar et une autre à guidage infrarouge.

## Autre utilisateur
Algérie : Déploiement sur les hélicoptères Super Lynx de la marine algérienne.

## Missiles similaires
- AGM-114 Hellfire (États-Unis)
- DM Brimstone (Royaume-Uni)
- Spike-ER (Israël)
- Missile NAG (Inde)